# ليوبومير أوغنيانوفتش
ليوبومير أوغنيانوفتش (بالصربية: Љубомир Огњановић)‏ هو لاعب كرة قدم صربي في مركز الهجوم، ولد في 21 أكتوبر 1933، وتوفي في 28 مايو 2008.

## وصلات خارجية
- ليوبومير أوغنيانوفتش على موقع ناشيونال فوتبول تيمز (الإنجليزية)